# Ștefan Baciu
Ștefan Baciu (29 de octubre de 1918 - 6 de enero de 1993) fue un escritor políglota de origen rumano, nacionalizado brasileño. Es conocido por sus estudios y antologías sobre la literatura surrealista latinoamericana.

## Datos biográficos
Ștefan Baciu nació en Brașov, Rumania, el 29 de octubre de 1918. En su escuela secundaria tuvo como profesor del curso de lógica y filosofía a Emil Cioran. Durante los años 1937 y 1941 realizó estudios en la Facultad de Derecho de la Universidad de Bucarest, al mismo tiempo que laboraba en distintos diarios rumanos. En 1945 contrajo matrimonio con la también literata rumana Mira Simian. Al año siguiente dejó su tierra natal para actuar como consejero de prensa de la legación rumana en Berna (Suiza), cargo al que renunció dos años después como protesta por las políticas represivas del gobierno socialista de su país.
Como exiliado, uniéndose a la gran diáspora rumana, trabajó de periodista en varios países de Europa. En 1949 arribó con su esposa a Río de Janeiro (Brasil), en donde trabajó como periodista, escritor y comentarista de política internacional. A partir de 1953 hasta 1962 fue redactor del diario Tribuna Da Impresa, diario de oposición del que años más tarde contaría intimidades. Durante ese periodo conoció al líder político boliviano Oscar Únzaga de la Vega, exiliado en el Brasil, con quien llegó a tener simpatía y amistad cercana. También fue secretario general de la Asociación Brasileña Del Congreso Por La Libertad De La Cultura. Por esos años hizo varios viajes a distintos países de Latinoamérica recopilando información sobre sus literaturas. Se dice que en México conoció a Ernesto "Che" Guevara y a Fidel Castro, según algunas referencias en sus escritos. Luego iría a Cuba donde fue testigo y crítico de la Revolución Cubana como lo atestigua en su libro Cortina De Hierro Sobre Cuba (1961) y en el siguiente fragmento de su poema titulado “Yo No Canto Al Ché”:

Yo no canto al Ché

como tampoco he cantado a Stalin;

con el Ché hablé bastante en México,

y en La Habana

me invitó, mordiendo el puro entre los labios,

como se invita a alguien a tomar un trago en la cantina,

a acompañarlo para ver cómo se fusila en el paredón de La Cabaña.

Yo no canto al Ché,

como tampoco he cantado a Stalin;

que lo canten Neruda, Guillén y Cortázar,

ellos cantan al Ché (los cantores de Stalin),

yo canto a los jóvenes de Checoslovaquia.

En 1962 fue invitado a los Estados Unidos de América a dar clases de literatura latinoamericana, primero en la Universidad de Seattle (Washington), y luego en 1964 fue invitado a la Universidad de Honolulu (Hawái), ciudad en la que residiría hasta su fallecimiento el 6 de enero de 1993.
En sus años finales su literatura fue reconocida y admirada en su país natal, siendo varios de sus libros muy bien recibidos. Su antiguo hogar en Braşov fue convertido en la Casa Museo Ștefan Baciu.
Fue nombrado Ciudadano Honorario de Río de Janeiro, Cónsul de Bolivia en Honolulu, y profesor Emérito de la Universidad de Honolulu. En 1991 recibió la Condecoración de Honor al Mérito Cultural en el Grado de Comendador por el Ministerio de Cultura y Educación de Bolivia. En 1996 se le declaró póstumamente Ciudadano Honorario de Nadeş (Rumania).

## Trayectoria Literaria
Su carrera literaria empezó en 1935 cuando ganó el Premio Nacional de Poesía de Rumania por su libro Poemele Poetului Tânăr (Los poemas del joven poeta) siendo aún estudiante a los 17 años. Entre 1935 y 1941 publicó varios libros de poesía en rumano. Sin embargo, siguió escribiendo y publicando poesía en los demás idiomas que dominaba: alemán, inglés, portugués y español.
Estando en Brasil dirigió la revista Cuadernos Brasileiros, mientras que en Hawái dirigió la revista Mele, Órgano del Departamento de Lenguas y Literatura Europeas de la Universidad de Honolulu.
En 1955 conoció en Brasil al poeta francés Benjamin Péret, quien residía por esos años junto a su familia. De las conversaciones con Péret nació la idea de editar la Antología de la Poesía Surrealista Latinoamericana, que se publicó en 1974 con emotiva dedicatoria al ya fallecido Péret.
Durante sus estadías en Lima, Baciu visitaba al exiliado poeta y escritor vanguardista rumano Grigore Cugler, también conocido como Apunike. A la muerte de Cugler en 1972, Baciu se convirtió en su albacea literario, publicando algunos de sus escritos, mayormente en su revista Mele.
Entre los años de 1963 y 1967 mantuvo fluida correspondencia con el escritor Thomas Merton. Baciu también es autor, junto a Mónica Flori, de una breve antología de la joven poesía rumana publicada en agosto de 1970 en el n.º 20 de la revista peruana de poesía Haraui. Además tradujo al rumano el poema "América" de Raúl Otero Reiche. Tradujo al alemán, junto a Anneliese Schwarzer de Ruiz, poemas de Ernesto Cardenal y al español, junto a Jorge Lobillo, poemas del poeta brasileño Lêdo Ivo.
Publicó más de 50 libros (otras fuentes indican 100) entre poesía, memorias, traducciones y ensayos, y algo más de 5000 artículos y estudios en distintos idiomas. Algunas de sus investigaciones y antologías no fueron muy bien recibidas debido a ciertas suspicacias académicas y a su desmedido entusiasmo por ciertos autores y tendencias, muy a pesar del apoyo incondicional de su amigo Octavio Paz.

## Algunas publicaciones

### Poesía en español
- Semblanza y explicación de Latinoamérica. Grabado de Francisco Amiguetti. Retrato de Ș. Baciu por Marcel Janco. Los Ángeles, California: Ediciones De La Frontera - Colección El Centauro Decapitado, 1968. 12 p.
- Un rumano en el Istmo y 7 recados. Traducción de Jorge Lobillo. Xalapa, Veracruz, México: Universidad Veracruzana - Colección Luna Hiena, 1983.

### Antologías
- Poesía Rumana Joven. Traducción de Ș. Baciu y Mónica Flori. Nota final de Ș. Baciu. en: Revista Haraui, Año VII, N.º 20, Lima, agosto de 1970.
- Antología de la Poesía Surrealista Latinoamericana. México D. F.: Editorial Joaquín Mortiz - Colección Confrontaciones: Los Críticos, 1974. 243 p. 2.ª. Edición: Valparaíso: Ediciones Universitarias de Valparaíso - Serie Cruz Del Sur, 1981.
- Antología de la Poesía Latinoamericana 1950-1970. Albany: State University of New York Press, 1974. 581 p.

### Traducciones
- Ernesto Cardenal. Gedichte. Spanische und deutsche Übertragung von Ș. Baciu und Anneliese Schwarzer de Ruiz. Frankfurt: Suhrkamp, 1980. 253 p.
- Lêdo Ivo. Las pistas. Traducción y prólogo de Ș. Baciu, con la colaboración de Jorge Lobillo. Xalapa, Veracruz, México: Universidad Veracruzana - Colección Luna Hiena - Ediciones Papel de Envolver, 1986.

### Estudios Literarios
- "Points of Departure Towards a History of Latin-American Surrealism", en: Revista Cahiers Dada-Surréalisme, París, 1967.
- Puntos de partida para una Historia del Surrealismo Latinoamericano. Ilustraciones de Susana Wald. Santiago de Chile: Ediciones Casa De La Luna, 1970.
- "Algunos poetas parasurrealistas latinoamericanos”, en: Revista Eco, n.º 228, Ed. ABC, Bogotá, 1980.
- Jean Charlot, Estridentista Silencioso. México D. F.: Editorial El Café de Nadie, 1981.
- Poetas parasurrealistas latinoamericanos. En colaboración con Raúl Henao. Honolulu, Hawái: Mele Magazine, 1982.
- Surrealismo. Surrealistas. México D. F.: Editorial El Café De Nadie, 1983.
- EAW. México D. F.: Editorial El Café De Nadie, 1985.
- Tristán Marof de cuerpo entero. La Paz: Ediciones Isla, 1987.

### Entrevistas
- Surrealismo Latinoamericano: preguntas y respuestas. Entrevistas a Enrique Gómez Correa, Braulio Arenas, Rafael Méndez Dorich entre otros más. Valparaíso: Ediciones Universitarias de Valparaíso - Serie Cruz del Sur, 1979. 114 p.
- Presença de Péret. Entrevista de Ș. Baciu a Benjamin Péret. Ilustraciones de E. F. Granell. Fotografía de Ernesto Santos. 2.ª Edición: Honolulu, Editora Mele, 1981. 8 p.

### Prólogos
- Enrique Gómez Correa. Poesía Explosiva (Antología 1935-1973). Prólogo de Ș. Baciu. Santiago de Chile: Ediciones Aire Libre, 1973.

### Escritos Políticos
- "Un continente en busca de una doctrina", en: Journal of Inter-American Studies, Vol. 2, n.º 2 (Apr., 1960), pp. 169-183. School of International Studies, University of Miami.
- Cortina de Hierro sobre Cuba. Prólogo de Salvador de Madariaga. Foto de Fidel Castro con el autor, en la contratapa. Buenos Aires: Ed. Buenos Aires, 1961. 210 p.
- Lavradio, 98. Histórias de um Jornal de Oposicão: A Tribuna da Imprensa ao tempo de Carlos Lacerda. Río de Janeiro: Nova Fronteira, 1982. 181 p.